# 陸奧號戰艦
陆奥号战列舰是日本海军长门級战列舰的第二艘，舰名源于日本古代的令制国陆奥。在大和級战列舰服役前是日本海军最强大的战列舰，也是同期世界上战斗力最强的战列舰之一。1943年在柱島爆炸事件中沉沒。

## 概况
陆奥号作为八八舰队计划的一部分，于1918年6月1日在横须贺海军工厂开工，1920年5月31日下水，1921年10月24日竣工。陆奥号与姊妹舰长门号成为日本力量的象征而受到国民的喜爱，学校的教科书上曾将两舰描绘为男子汉的形象。第二次世界大战中，因为“渐减邀击”的战略思想（长门、陆奥在此战略下是最后决战的主力）、重要舰船的谨慎使用、航速的限制等，而很少出战。开战以后，日本海军的战列舰战队也因为长期驻泊广岛的柱岛锚地待机，而被频繁出击的航空母舰战队的军官讽刺称为“柱岛舰队”。陆奥号得以残存到战争后期，但于1943年6月8日因原因不明的爆炸事故在柱岛附近的海上沉没。1970年，舰体的大部分被打捞，遗物在日本各地展示。与其他战后被打捞、拆卸的日本军舰不同，陆奥号的舰体仍有一部分残留在沉没处。

## 建造与改装
1921年11月，在华盛顿海军会议上，英国和美国主张将包括陆奥号在内的各国计划中和未完成之军舰全部废弃，但日本认为刚刚完成试航的陆奥是已完成的军舰，不在此限。双方为此展开了长达3个星期的争论，日本提出陆奥号的建造资金中有一部分来自小学生的捐款，如果将其废弃则无法向国民交代。西方记者一度报道说陆奥号的舰名与明治天皇的名字睦仁读音相同，因此日本必然全力争取。英美方面的调查由于日本的干扰，没能抓住陆奥号未交付使用的确证。最终日本被准许保留陆奥号，而美国得以继续建造3艘科罗拉多级战列舰，英国则继续建造2艘纳尔逊级战列舰。
長門号與陸奧号是世界上最早装备16英寸（406mm）口径艦炮的一批战列舰，足以讓日本與英美一起成為首屈一指的全球列強，以上幾艘通稱為“BIG 7”，試航時速度達到26.728節，在当时的战列舰中可以说是首屈一指的。舰首采用了少见的勺形艏。在装甲防护上采用了重点防护的思想，没有在主装甲带上方安装舷侧装甲。
1930年前后，陆奥号进行了大规模改装。修改了舰艏形状（从侧面看变成了锐角），延長了艦尾、加裝了防雷突出部和三層艦底，增厚了水平装甲，增多了水密舱。二号、三号主炮塔换装10米测距仪，拆除了2座140毫米炮，增加了4座双联装40倍径127毫米炮和20门25毫米机关炮，同时增加了主炮和副炮的最大仰角，拆除了魚雷發射管。更换了锅炉，但未更新蒸汽轮机，烟囱减为一座，增加了燃料装载量，续航力得到增加，但最大航速有所下降。将舰桥与桅楼合为一体，形成了日本战列舰典型的艦橋模式。改装中撤除的四号炮塔被用作江田岛海军兵学校的教具，海军兵学校改为海上自卫队学校之后，火炮与炮弹在一起展示。

## 太平洋戰爭

### 艦歷
在太平洋戰爭初期，她與廣島灣周圍的其他戰艦一起被保存下來。
1941年10月8日，聯合艦隊旗艦從陸奧改為長門。
12月8日襲擊珍珠港時，聯合艦隊司令長官山本五十六率領戰艦部隊（長門、陸奧、日向、伊勢、扶桑、山城）和第3航空戰隊（鳳翔、瑞鶴、三日月 和夕風），第一魚雷戰隊各驅逐艦，向小笠原群島附近海域推進。12月11日，陸奧在航行中方向舵失靈，在轉彎時從艦隊中落伍。然而，在大約15分鐘後恢復，聯合艦隊參謀長宇垣纏擔心“如果有一艘敵方潛艇，這將是一個絕佳的攻擊機會。“
1942年6月上旬全面參與中途島海戰。然而，由聯合艦隊司令長官山本五十六上將指揮的第一戰隊（大和、長門、陸奧）等主力部隊在南雲機動部隊後面航行，對戰場沒有貢獻。機動部隊被摧毀後，主力返回，航母赤城號的倖存者從第4驅逐隊第1小隊（嵐，野分）轉移到陸奧。6月14日，主力返回吳港。
同年8月7日，美軍登陸瓜島和佛羅里達群島，太平洋戰爭中關鍵的瓜島海戰開始。
8月9日，陸奧被編入前進部隊，由近藤信竹中將指揮。
8月11日，前進部隊從日本本土出擊。出擊時的前進部隊本隊是陸奧、第4戰隊（愛宕、高雄、摩耶）、第5戰隊（妙高、羽黑）、水上飛機航母千歲、第2魚雷戰隊、第4魚雷戰隊。8月17日，前進部隊向楚克灣推進。
8月21日，作為前進部隊 的成員，陸奧與五月雨一起離開了楚克群島錨地。
8月24-25日參加第二次所羅門群島海戰，但沒有機會與美國艦隊進行水面作戰，只有防空作戰。 高雄級重巡洋艦（第4戰隊）、妙高級重巡洋艦（第5戰隊）、最上級重巡洋艦（第7戰隊）、利根級重巡洋艦（第8戰隊）、金剛級戰艦（第3戰隊、第11戰隊）等高速艦艇追擊美軍特遣隊，最高航速25-6節，陸奧還有第2驅逐艦隊的3艘白露級艦（村雨、五月雨、春雨）與前進部隊分離並留在後面。《戰史叢書49，東南方面海軍作戰<1>》中，描述了“低速戰艦已經不適合以航空母艦為中心的作戰要求。”
8月25日深夜，陸奧、第2驅逐隊和補給部隊（日本丸、峰雲）與前進部隊會合。 
8月27日，陸奧對接觸的美軍飛機發射主砲，美軍飛機投下炸彈後撤離。在此期間，支援部隊（機動部隊、前進部隊）燃料耗盡，戰艦部隊依序返回楚克島錨地。
8月31日陸奧和護航驅逐艦脫離前進部隊，前往楚克島錨地。9月2日抵達楚克島。
9月5日，前進部隊與機動部隊也返回了楚克灣。聯合艦隊參謀長 宇垣纏在他的戰爭日記戰藻錄中寫道：“兩個艦隊可以要求相同的船隻陪伴三個戰隊，但結果會是什麼？” 陸奧被排除在外。隸屬於聯合艦隊的主力部隊（大和陸奧，第9戰隊 <北上，大井>，第7驅逐隊 <潮，漣，曙>）。之後，陸奧在楚克島泊地待機。既沒有參加10月中旬的南太平洋海戰，也沒有參加11月的第三次所羅門群島海戰，隨戰艦大和在後方等待。出於這個原因，它有時被稱為“燃料箱”或“艦隊旅館”。在第3次所羅門群島海戰中，提前從大和和陸奧補給了糧食以派遣船隻。此外，由近藤中將指揮的第2艦隊旗艦重巡洋艦愛宕航海長因人事變動而離艦（愛宕繼任航海長是山香哲雄中佐），因此陸奧航海長臨時就任愛宕. 
11月14,15日在瓜達康納爾海戰夜戰中愛宕與兩艘美軍戰艦（南達科他州號和華盛頓號）交戰。在一系列的戰鬥中，兩艘戰艦（比叡和霧島）、重巡洋艦衣笠和三艘驅逐艦（曉、夕立和綾波）被擊沉，運輸船團也被摧毀。第11戰隊指揮官阿部弘毅少將旗艦從比叡轉移到驅逐艦雪風（第16驅逐隊）
11月18日在楚克泊地阿部弘毅從雪風移至陸奧，第11戰隊解散。

## 沉沒与打捞

### 爆炸斷裂
1943年1月7日，陸奧與航母瑞鶴、重巡洋艦鈴谷、多艘驅逐艦（有明、夕暮、朝潮、[磯波到塞班附近]、[電與天霧在途中會合])返回本土黛治夫大佐也在船上。瑞鶴隊前往吳港，陸奧隊（陸奧、朝潮、電）於12日抵達橫須賀。之後，陸奧停泊等待。 2月15日，陸奧在三艘驅逐艦（山雲、旗風和野風）的護航下，離開橫須賀，前往瀨戶內海的廣島灣柱島泊地。
5月12日，美軍登陸阿圖島，阿圖島戰役爆發。第二戰隊準備出擊，但未及出擊。5月29日阿圖島戰役以"玉碎"戰敗結束，陸軍山崎保代大佐率領約2400名阿圖島守備隊，僅29人生還。
6月8日，陸奧停在廣島灣外的柱島泊地。清晨開始下的小雨已經停了，沒有風港口籠罩著霧。姊妹艦長門、戰艦扶桑、重巡洋艦最上、輕巡洋艦大淀、第11魚雷戰隊的龍田、島風、若月、玉波驅逐艦停泊。當天上午11:30左右，152名甲種預科練習生登上陸奧進行艦隊實習。陸奧艦長三好輝彥大佐拜訪了前一天剛到任海軍兵學校同期的扶桑艦長鶴岡信道大佐，中午前返回陸奧。在陸奧，午餐結束該休息時。航行人員正在準備錨地變更作業。12時15分左右，陸奧三號和四號砲塔間突然冒出濃煙，隨即發生爆炸，四號砲塔後甲板的艦體折斷一分為二。爆炸不久，艦身前半部向右舷傾斜、傾覆並沉沒。此時，有目擊者證詞稱，重達360噸的第三號砲塔被炸飛起到與艦橋幾乎同高。據目擊陸奧爆炸的一名士兵說，煙霧出現，隨即後甲板斷開，引發大火。
目擊爆炸的扶桑發出陸奧爆沉的緊急電訊，並立即派出了一艘救援船。航行中的長門以為爆炸聲是火砲試射，隨即收到了發自扶桑的消息稱陸奧沉沒，認為這是美軍潛艇的魚雷襲擊造成的。加速離開現場後，派出一艘救援船。長門艦長久宗米次郎大佐企圖返回吳港，但第一艦隊司令清水光美中將命令駛回柱島，長門繼續進行救援行動。同時，吳海軍基地也判斷這是潛艇襲擊，並部署了反潛艦。最上號重巡洋艦由於大霧沒有目睹事故，但收到潛艇突襲消息後，預備深水炸彈作業，但人為疏失，兩枚深水炸彈誤投。昭和天皇收到陸奧爆沉的報告後，不斷地問高松宮宣仁親王（軍令部、海軍大佐）“你們有針對潛艇的對策，對嗎？”
陸奧艦前半部沉沒後，艦尾後部仍漂浮著，周圍的每艘船都派出小船進行救援工作。艦尾一直漂浮到下午5:00左右，大約四小時後（日落後）沉沒。1,474名人員（包括編制1,343名，及134名上午11:00登艦進行艦務實習的預科練甲飛第11期練習生和教官死於事故），僅353人倖存，大多數罹難者死於爆炸。在艦長室裡發現了陸奧艦長三好輝彥的屍體。陸奧副長大野小郎大佐原是霧島號戰艦號沉沒時的副長，但這次他在陸奧殉職。此外，該艦主要行政長官，包括輪機長、砲術長、主計長、軍醫長、作戰長（末武政治中佐，剛剛接替福地周夫）都殉職。沖原秀也中佐（陸奧航海長）是南太平洋海戰中受損嚴重的築摩號重巡洋艦航海長調任，陸奧爆炸時在右舷甲板被爆風拋入海中，雖然當時活了下來，但他後來仍因爆炸受傷而死。
353名陸奧倖存者中的大多數是士兵，其中許多人是新兵午飯後在甲板上洗碗。由於天氣惡劣，大部分人都在船上，很難從舷窗逃生。 陸奧倖存者被安置在長門，然後在船上前進到特魯克島泊地。許多人被送往南海群島並在戰鬥中喪生。另外，有特殊技能證章的人，直接分配給長門。陸奧衛兵司令官中村乾一大尉當時前往吳海軍基地開會，所以安然無恙。爆炸時在陸奧上層甲板上倖存下來的上別府宣紀中尉在擔任特殊4型內火艇船員之後成為載人魚雷回天特攻隊出擊（第一次出擊，菊水隊）後，他在伊37號潛艇沉沒時陣亡。

### 隱瞞消息
在陸奧事件中死亡預科練習學生的葬禮從未在他們所屬的土浦海軍航空隊舉行。即使同為航空隊，對於陸奧事件倖存者的航空隊人員施加了嚴格的禁言令。陸奧爆炸時，所屬的第一艦隊司令長官清水光美中將被轉為預備役，在沉沒點裝設了一個紅色浮標。
扶桑號停泊在陸奧南南西方約 1,000 米（扶桑艦長回憶中為 2,000 米）發出電訊『陸奧爆沉。1215』之後一切有關陸奧的通訊都被禁止，事發地點附近也禁止航行。陸奧爆炸事件對公眾保密，也繼續向遇難乘員家屬發放薪水。當三好（陸奧艦長）的妻子起疑到訪海軍省時，即使是中澤佑大佐（海軍兵學校43期，三好海軍兵學校同學）也無法說出真相，只能要他回家。受國民喜愛的陸奧在沒有戰鬥的情況下，爆炸沈沒的壞消息無法報導，直到戰後，公眾才得知這一事件。然而，聯合艦隊的每艘船都收到了消息，海軍兵學校的教官們被陸奧爆炸前轉移接受治療的福地周夫嚇了一跳“你是鬼。”。1945年12月9日，戰爭結束後，駐日盟軍總司令部開始通過 NHK第1放送和第2放送，說明包括航空母艦信濃、雲龍、瑞鶴、千代田和戰艦陸奧沉沒的事實真相。
调查委员会对爆炸原因进行了调查，但没能得出确定的结论。对爆炸原因的推测有间谍破坏、三式弹自爆、「潮」號驱逐舰掉落的深水炸弹爆炸等等。日本海军曾打算打捞陆奥号，但由于舰体损坏严重而放弃。1944年7月，从陆奥号的燃料库中回收了约600吨重油。1970年，深田船只打捞株式会社重新开始打捞工程，将舰体的约70％打捞上来，包括舰艏菊纹章、主炮塔与副炮在内的一部分遗物在各地展示。
| 展示地                                                  | 展品                                    |
| ------------------------------------------------------- | --------------------------------------- |
| 陆奥纪念馆（山口县周防大岛町）                          | 主锚、锚链、螺旋桨、140mm副炮、舰首前端 |
| 靖国神社游就馆（东京都千代田区）                        | 小锚、140mm副炮                         |
| 船の科学馆（东京都品川区）（现移至横须贺）              | 主炮                                    |
| 圣博物馆（长野县东筑摩郡麻绩村）                        | 主炮                                    |
| 立命馆大学（京都府京都市北区）                          | 舷窗                                    |
| 高野山奥の院（和歌山县伊都郡高野町）                    | 四号炮塔基部、推进轴前端                |
| 日植记念馆（冈山县津山市）                              | 主炮、127mm副炮、副锚                   |
| 吴市海事歷史科学馆（广岛县吴市）                        | 主炮、主锚、螺旋桨、主舵                |
| 入船山记念馆（广岛县吴市）                              | 螺旋桨、舷窗、锚链                      |
| 海上自卫队第1术科学校・干部候补生学校（广岛县江田岛市） | 菊花纹章                                |
| 大山祇神社（爱媛县今治市）                              | 锚链                                    |
| 大谷霊园（爱媛县今治市）                                | 140mm副炮                               |
| 福齐寺（长崎县长崎市）                                  | 主炮装甲的一部份、打捞设备              |

## 历任舰长

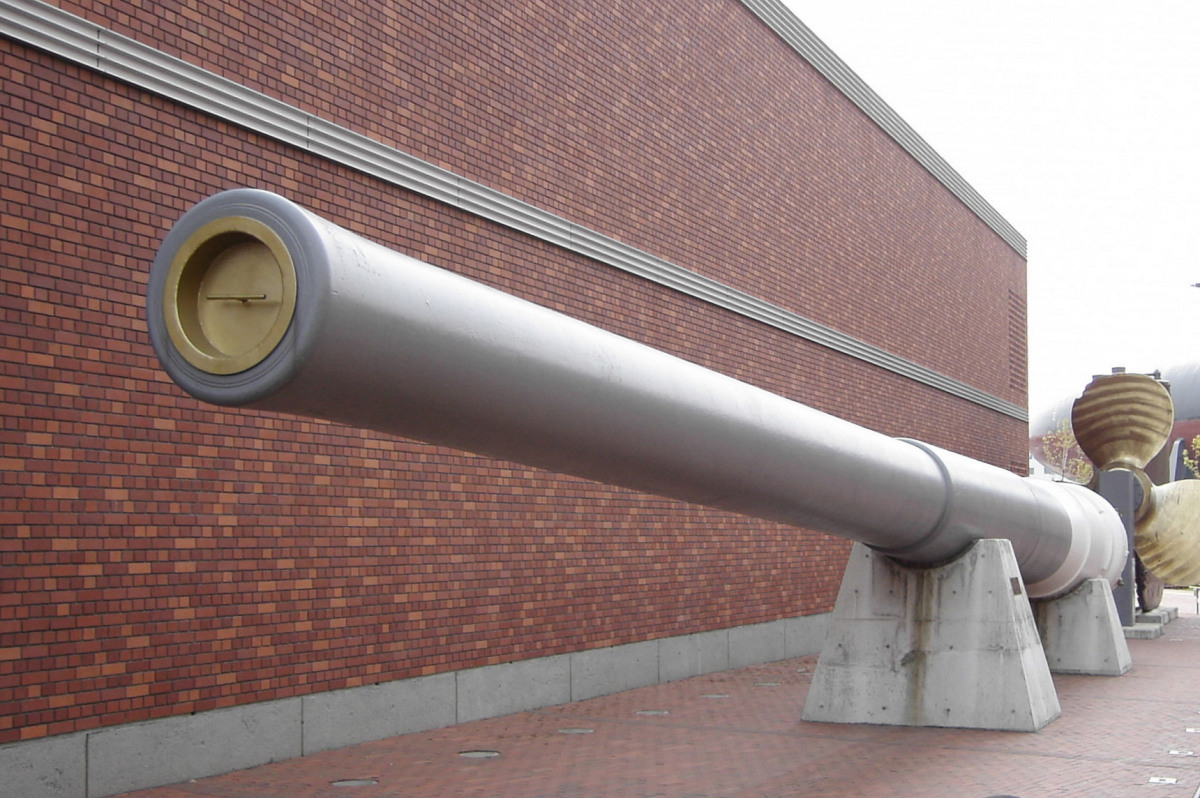
吳市海事歷史科學館外展示的主炮

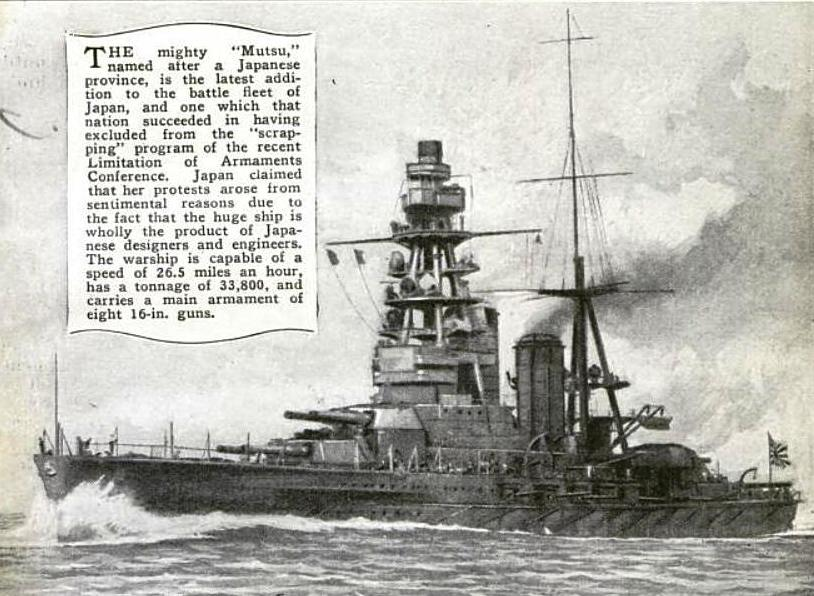
1922年的陆奥号

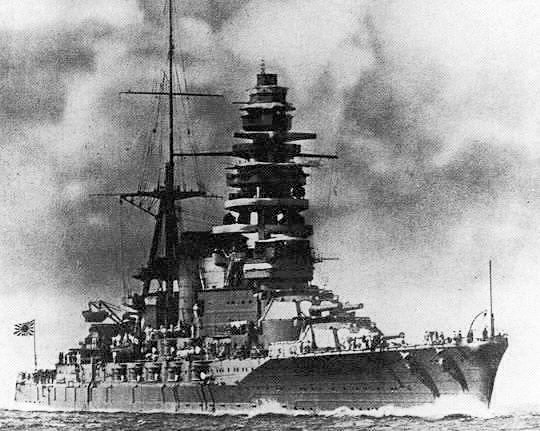
改装后的陆奥号

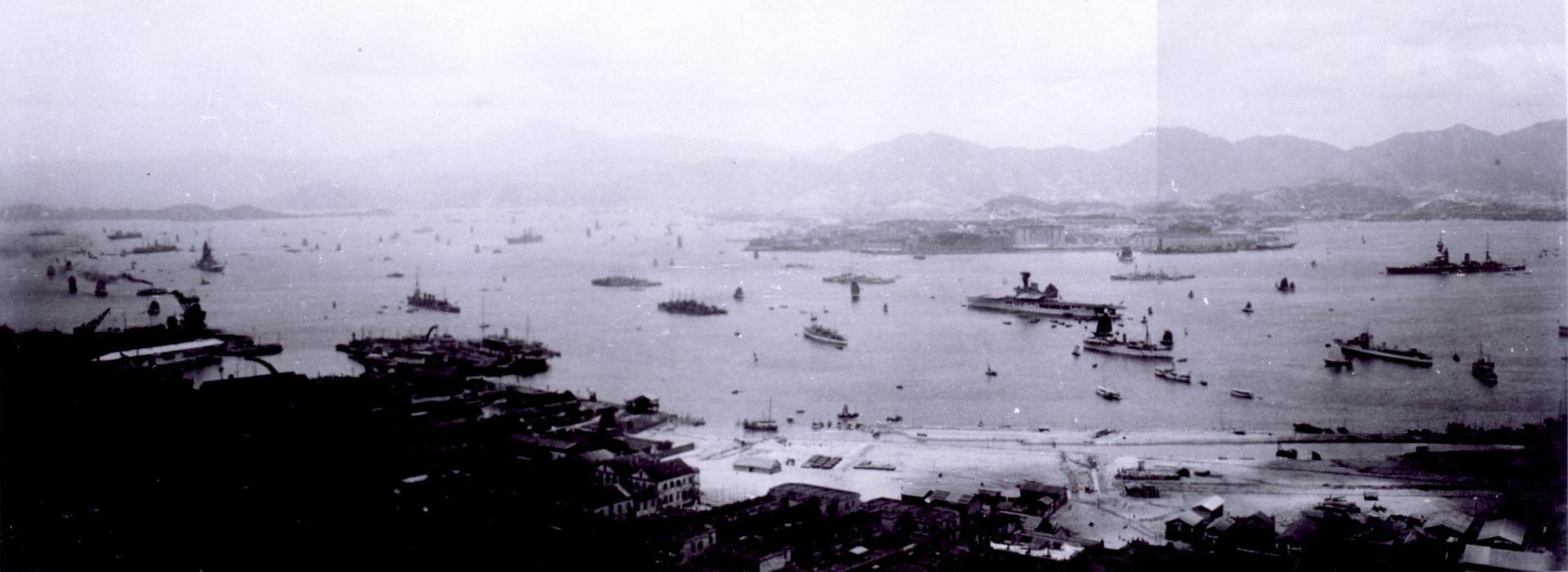
1928年日本海軍訪問香港時的維多利亞港，左起：陸奧號（日本軍艦）、天龍號（日本軍艦）、競技神號（英國軍艦）及扶桑號（日本軍艦）。

| 姓名       | 军衔 | 就任时间       | 备注     |
| ---------- | ---- | -------------- | -------- |
| 小牧自然   | 大佐 | 1921年3月1日   |          |
| 黒瀬清一   | 大佐 | 1921年12月1日  | 海兵26期 |
| 寺冈平吾   | 大佐 | 1922年12月1日  | 海兵27期 |
| 原敢二郎   | 大佐 | 1923年12月1日  | 海兵28期 |
| 米内光政   | 大佐 | 1924年11月10日 | 海兵29期 |
| 池田他人   | 大佐 | 1925年12月1日  | 海兵30期 |
| 枝原百合一 | 大佐 | 1926年12月1日  | 海兵31期 |
| 堀悌吉     | 大佐 | 1927年12月1日  | 海兵32期 |
| 吉田善吾   | 大佐 | 1928年12月10日 | 海兵32期 |
| 阿武清     | 大佐 | 1929年11月30日 | 海兵33期 |
| 毛内効     | 大佐 | 1930年12月1日  | 海兵33期 |
| 菊野茂     | 大佐 | 1931年12月1日  | 海兵34期 |
| 和田専三   | 大佐 | 1932年5月1日   | 海兵34期 |
| 安藤隆     | 大佐 | 1932年11月1日  | 海兵34期 |
| 糟谷宗一   | 大佐 | 1933年11月15日 | 海兵35期 |
| 细萱戊子郎 |      | 1934年11月15日 | 海兵36期 |
| 春日笃     | 大佐 | 1935年11月15日 | 海兵37期 |
| 桑折英三郎 | 大佐 | 1935年12月2日  | 海兵37期 |
| 后藤英次   | 大佐 | 1936年12月1日  | 海兵37期 |
| 高木武雄   | 大佐 | 1937年12月1日  | 海兵39期 |
| 五藤存知   | 大佐 | 1938年11月15日 | 海兵38期 |
| 保科善四郎 | 大佐 | 1939年11月1日  | 海兵41期 |
| 小林谦五   | 大佐 | 1940年11月15日 | 海兵42期 |
| 小暮军治   | 大佐 | 1941年8月11日  | 海兵41期 |
| 山澄贞次郎 | 大佐 | 1942年6月20日  | 海兵44期 |
| 三好辉彦   | 大佐 | 1943年3月10日  | 海兵43期 |